# ليم تشيو بينج
ليم تشيو بينج (بالإنجليزية: Lim Chiew Peng)‏ هو لاعب كرة قدم سنغافوري في مركز حراسة المرمى، ولد في 1951 في سنغافورة، وتوفي بنفس المكان في 27 نوفمبر 2016.